# 西口大輔
西口 大輔（にしぐち だいすけ、1988年9月10日 - ）は、日本のサッカー選手。ポジションはMFであるが、FWとしてもプレイする事が出来る。

## 経歴
セレッソ大阪の下部組織出身で、初芝橋本高等学校、関西大学を卒業した。
2011年5月31日にバンディオンセ加古川に加入した後に、モルドバのFCオリンピアに加入。2011-12シーズンは14試合、2012-13シーズンは2試合に出場した。その後、和泉新がインドに帰化した事によって外国人枠が一つ空いたためインドのプネーFCに移籍した。プネーFCでは2012年9月20日に行われたフェデレーションカップのユナイテッド・シッキムFC戦の76分にドウホウ・ピエールと交代し初出場を果たし、この試合は1-0で勝利した。Iリーグでの初出場は10月8日に行われたONGC FC戦で、64分までプレイした後シャンムガム・ヴェンカテシュと交代し、この試合は3-2の勝利に終わった。初得点となったのは10月11日に行われたムンバイFC戦で、7分と51分に得点を決めた。